# Rexdale
Rexdale är ett distrikt inom Torontos storstadsområde och hade en folkmängd på 94 469 personer för 2006 års nationella folkräkning. Distriktet grundades 1955 av fastighetsutvecklaren Rex Heslop som köpte land i syfte med att etablera villaområden i Etobicoke och sälja villor till fastighetskunder.